# Abies religiosa
Abies religiosa е вид ела от семейство Борови (Pinaceae). Видът е незастрашен от изчезване.

## Разпространение
Разпространен е в Гватемала и Мексико.